# Доростолска епархия
Доростолската епархия на Българската православна църква е със седалище в Силистра и архиерейски наместничества в Силистра, Тервел и Дулово.

## История
Доростолската епархия е сред най-старите епархии по българските земи. Тя е създадена около 390 г. Първият известен епископ е Авксентий, ученик и последовател на св. Вулфила.
В ΧΙΧ век българското църковно движение в епархията, поради хетерогенността на православното население в народностно отношение, е доста неравномерно. Вестта за създаването на Българската екзархия в 1870 година е посрещната от българите в епархията тържествено и общините се отказват от Патриаршията. Българите в Черна вода, например, заявяват, че „усетили нужда... та се съединихме сички под име Народна бъгарска община в Черна вода“. Деветдесетте български семейства в Пашакъшла приветстват „радостното решение на църковния ни въпрос“ и молят Тулчанската българска община да им съдейства, за да бъдат приети под върховенството на Екзархията и да им се пратят български свещеници. Такива писма има от Гаргалък, Сарънасуф, Махмудия. В Силистра 1500 влашки фамилии от града и окръжието отправят писмо до Силистренската българска община за създаване на общо „Силистренско българско и влашко общество“, под върховенството на Екзархията, в което двете народности да запазят самостоятелност при езика на богослужението и училищата. На това движение се противопоставя митрополит Дионисий. По думите на Зина Маркова:
| „ | Енергичен и комбинативен, Дионисий развива голяма активност, за да се задържи Силистренската епархия, опитвайки се да ѝ издействува статут на смесена епархия, т. е. официално да се признае правото там да резидират представители както на Екзархията, така и на Патриаршията. За тази цел той организира събиране на подписи за принадлежност към неговото църковно ведомство. Освен на гърците и гърчеещите се фамилии той разчита на молдовани, власи и руснаци, на колебливите и наплашени българи. Служи си с интриги, лъжи, заплашвания, разпространява служа, че българският църковен въпрос все още не е окончателно решен, че всички които минак към българската църква, ще плащат огромен дълг, преследва и наказва българските свещеници. | “ |

Българските дейци в центровете на епархията Тулча и Силистра предупреждават отделните общини да не вярват на владиката, информират Привременния екзархийски съвет за дейността му, като молят за застъпничество пред властите, и сами се обръщат към великия везир, че Дионисий нарушава Фермана за Българската екзархия, който признава Доростолската епархия за чисто екзархийска и молят за отстраняването му от епархията.
В 1872 година Дионисий е принуден да напусне митрополията в Силистра и се мести в Тулча, където разчита на гръцката колония и на приятеля си Исмаил бег, управител на града. Новият български митрополит Григорий Доростолски и Червенски обикаля епархията си и пристига в Тулча, където влиза в съревнование с Дионисий за привличането на влашкото население. Според френския консул Еме Адриен Лангле Григорий действа внимателно, а Дионисий – безскрупулно. Въпреки подкрепата на Исмаил бег, към ноември 1872 година освен 220 от общо 300 влашки къщи в Турча, българският митрополит е признат от селата Бештепе, Сарънасуф, Аджигьол, Къшла, Зебил, Каталой и други. Проекзархийската пропаганда обхваща и 60-те румънски села на санджака и Григорий печели и четирима румънски свещеници и учителя в румънското училище.
За спечелването на власите играе голяма роля окръжното на митрополит Григорий, в което са изложени принципите на отношението на Българската екзархия към влашкото население: то ще има отделна община, чийпо председател, избиран от общината и одобряван от българския митрополит, ще раздава вулите, като задържа по 6 гроша от всяка за нуждите на общината, а 7 гроша ще предава на владиката за общоепархийски разходи и ще задържа по 2 гроша от владичината от венчило. Митрополитските актове ще са и на влашки.
Проведеният референдум завършва с незначително мнозинство за екзархистите, поради толерирането от страна на властите на патриаршистите. Исмаил бег обаче скоро е отзован, но и Григорий е принуден да напусне Тулча и позициите на екзархистите се разклащат. С пристигането на епископ Климент Браницки положението се стабилизира, но в началото на 1875 година Дионисий печели владеенето на храма „Свети Николай“ и екзархистите строят свой – „Свети Георги“.
Старозагорското въстание се отразява зле на екзархийското дело в Тулча, тъй като властите подлагат българите на преследвания.

## Митрополити

### Доростолски митрополити
- Леонтий (оловен печат от ок. 1055 г., споменат в 1072 г.)[6]
- Христофор (оловен печат от ок. 1085 г.[7], споменат през 1082 г.[8])
- Лъв (споменат през 1166 г.)[9]
- Захарий (споменат в 1360 г.)[10]
- Калист (споменат в 1438 – 39 г.)[11]
- Партений (споменава се през 1564,[12] януари 1565 и април 1580[13] г.)
- Григорий (споменава се през май 1590[14] и юни 1591[15] г.)
- Йоасаф (споменат през януари 1605 г.)[16]
- Митрофан (избран през август 1618 г.)[17]
- Йоаким (споменат на 27.06.1618,[18] отстранен през април 1628 г.[19] и наново през 1633[20] г.)
- Мелетий (споменат в 1622,[21] отстранен през 1626[22] г.)
- Антоний (избран през август 1623, споменат на 24.09.1628)[23]
- Григорий (споменат през 1631 г.)[24]
- Антоний (избран на 22.03.1633, свален през 1637 и повторно август 1643[25] г.)
- Еремия (избран през октомври 1637 г.)[26]
- Паисий (избран в края на 1647 г.)[27]
- Антоний (до 16.03.1650 г.)[28]
- Макарий (избран през юли 1651,[29] отстранен през март 1674[30] г.)
- Дионисий (избран на 21.03.1674)[31]
- Макарий (споменат през март 1677[32] и октомври 1684[33] г.)
- Генадий (споменат в 1682[34] и 1683[35] г.)
- Партений (споменат през февруари 1687-март 1689 г.)[36]
- Паисий (починал преди 1691 г.)[37]
- Атанасий (споменаван от юни 1691 до октомври 1710 г.)[38]
- Йеротей, светско име Йоан Комнин[39] (избран в 1710,[40] починал в Букурещ през 1719[41] г.)
- Серафим (1719 – 1725)[42]
- Константин (1725 – 1734)[43]
- Вартоломей (избран през ноември 1734,[44] преместен през 1764[45] г.)
- Кирил (избран и починал в 1764 г.)[46]
- Партений (избран през юли 1764, отстранен в 1790 г.)[47]
- Григорий ΙΙΙ, (избран през декември 1790, оттеглил се през 1800 г.)[48]
- Григорий ΙV, бивш варненски митрополит (избран през септември 1800, оттеглил се през януари 1806 г.)[49]
- Кирил (избран през януари 1806, напуснал към април 1813 г.)[50]
- Калиник (избран през април 1813, преместен през 1821 г.)[51]
- Антим (избран през март 1821, напуснал през септември 1836 г.)[52]
- Григорий (избран през ноември 1836, починал в 1839 г.)[53][54]
- Йероним (избран през януари 1840, починал в 1851 г.)[55]
- Дионисий II Доростолски (избран на 18.11.1851,[56] до 1876 г.)

### Доростолски и Червенски митрополити (със седалище в Русе)
- Григорий (1872 – 1898)
- Василий (1899 – 1927)
- Михаил (1927 – 1961)
- Яков ДоростолскиСофроний (1962 – 1994)
- Неофит (1994 – 2003)

### Доростолски митрополити
- Иларион (2003 – 2009)
- Амвросий (2010 – 2020)
- Яков (2020 – )

## Манастири
Доростолска епархия има 2 манастира:
- Айдемирски манастир „Покров Богородичен“
- Каменски манастир „Възнесение Господне“

## Храмове

### Катедрален храм
- „Св. св. първоапостоли Петър и Павел“, Силистра

### Храмове по духовни околии
Доростолската епархия има 51 църковни настоятелства.
- Силистренска духовна околия
- Дуловска духовна околия
- Тервелска духовна околия

- - Храм „Св. Троица“ – с. Айдемир
  - Храм „Св. Димитрий“ – с. Калипетрово
  - Храм „Св. пророк Илия“ – с.проф. Иширково
  - Храм „Св. пророк Илия“ – с. Бабук
  - Храм „Св. Георги Победоносец“ – с. Българка
  - Храм „Св. Димитрий“ – с. Срацимир
  - Храм „Св. Троица“ – с. Кайнарджа
  - Храм „Св. Архангел Михаил“ – с. Светослав
  - Храм „Св. Димитрий Солунски“ – с. Гарван
  - Храм „Св. Георги Победоносец“ – с. Попина
  - Храм „Рождество на Пресвета Богородица“ – с. Поляна
  - Храм „Св. Архангел Михаил“ – с. Сребърна
  - Храм „Св. Димитрий“ – с. Ветрен
  - Храм „Св. Йоан Рилски“ – с. Сърпово
  - Храм „Св. Петка Еливатска“ – с. Брадвари
  - Храм „Св. Йоан Кръстител“ – с. Смилец
  - Храм „Св. вмчк. Георги“ – гр. Дулово
  - Храм „Св. Рождество Богородично“ – с. Прохлада
  - Храм „Рождество на св. Йоан Кръстител“ – с. Козяк
  - Храм „Св. Архидякон Стефан“ – с. Секулово
  - Храм „Св. вмчк. Димитър“ – с. Межден
  - Храм „Св. Рождество Богородично“ – с. Окорш
  - Храм „Св. Успение Богородично“ – с. Грънчарово
  - Храм „Св. Възнесение Господне“ – с. Искра
  - Храм „Св. Архангел Михаил“ – с. Ирник
  - Храм „Св. Кирил и Методий“ – с. Добротица
  - Храм „Св. Димитрий“ – с. Ситово
  - Храм „Св. Константин и Елена“ – с. Слатина
  - Храм „Св. Троица“ – гр. Алфатар
  - Храм „Св. вмчк. Димитър“ – с. Цар Асен
  - Храм „Св. вмчк. Георги“ – с. Васил Левски
  - Храм „Св. Димитрий“ – гр. Тервел
  - Храм „Св. Георги Победоносец“ – гр. Тервел
  - Храм „Св. Троица“ – с. Карапелит
  - Храм „Св. Троица“ – с. Безмер
  - Храм „Св. Рождество Богородично“ – с. Алеково
  - Храм „Св. Петка“ – с. Честименско
  - Храм „Св. вмчк Георги Победоносец“ – с. Жегларци
  - Храм „Св. Рождество Богородично“ – с. Нова Камена
  - Храм „Св. вмчк. Димитрий“ – с. Кладенци
  - Храм „Св. Георги Победоносец“ – с. Кутловица
  - Храм „Св. Успение Богородично“ – с. Кочмар
  - Храм „Св. Кирил и Методий“ – с. Орляк
  - Храм „Св. мъченици Марк и Юли Доростолски“ – с. Господиново
  - Храм „Св. мчца Неделя“ – с. Майор Ценович
  - Храм „Св. мчци София, Вяра, Надежда и Любов“ – с. Казимир
  - Храм „Успение Богородично“ – с. Грънчарово
  - Храм „Вси Светии“ – с. Окорш